# كيفن وير
كيفن وير (بالإنجليزية: Kevin Ware)‏ مواليد 3 يناير 1993 في ذا برونكس، هو لاعب كرة سلة أمريكي. بدأ مسيرته الاحترافية في سنة 2016. يلعب في الدوري التشيكي الوطني لكرة السلة مع نادي برنو لكرة السلة. يبلغ طوله 6 قدم 2 بوصة (1.9 م).

## روابط خارجية
- كيفن وير على موقع كرة السلة الأوروبية.كوم (الإنجليزية)
- كيفن وير على موقع كلية كرة السلة في سبورتس رفرنس.كوم (الإنجليزية)
- كيفن وير على موقع ريلجم (الإنجليزية)
- كيفن وير على موقع بروبوليرز (الإنجليزية)
- كيفن وير على موقع سبورتس رفرنس (الإنجليزية)